# Rétrotraduction
La rétrotraduction (appelée quelquefois rétroversion) consiste à réécrire dans la langue originale un texte déjà traduit. Il peut s'agir d'un travail très précis et utile comme, celui qui consiste à traduire en français un texte anglais, puis à le retraduire en anglais : on vérifie ainsi la conformité des deux versions et on peut corriger dans le texte original des formulations équivoques qui ont entraîné des erreurs dans l'autre langue.

## Le bon usage de la rétrotraduction
En dehors du cas où il est possible de contrôler le résultat, la rétrotraduction peut être utile mais il faut être conscient de ses limites car ce que l'on peut avoir trouvé est toujours entaché d'incertitude. Un texte en russe sur Marc Bloch nous livre ainsi sa pensée : « Я еврей, - писал Блок, - но не вижу в этом причины ни для гордыни, ни для стыда и отстаиваю свое происхождение лишь в одном случае: перед лицом антисемита ». Le traducteur russe avait tout à fait le droit de se servir des guillemets car chacun sait bien que l'intéressé avait écrit dans la langue de Voltaire et non dans celle de Pouchkine, en revanche le traducteur français commettrait un abus s'il nous donnait, par exemple : « Je suis juif, écrivait Marc Bloch, mais je n'y vois pas un motif d'orgueil ni de honte et il n'y a qu'un seul cas où je proclame mon origine : quand je suis devant un antisémite », puisque les guillemets attesteraient que ce sont les mots exacts employés par le grand historien alors que rien ne nous en assure. En pareil cas il convient, soit de préférer le discours indirect : « Marc Bloch écrivait qu'il était juif mais qu'il n'y voyait pas etc. », soit de rechercher dans la source en français (en l'occurrence L'Étrange Défaite) ce qui a été vraiment écrit et qui est : « Je suis juif [...] Je n'en tire ni orgueil ni honte [...] Je ne revendique jamais mon origine que dans un cas : en face d'un antisémite. »
Il va de soi que, si nous lisons que ses derniers mots ont été : « Да здравствует Франция! », nous pouvons tranquillement traduire : « Vive la France ! » car il n'y a qu'une façon de le dire.
Cette réserve faite, la rétrotraduction sert souvent de façon ponctuelle pour résoudre une difficulté. Un texte anglais rédigé par un Allemand parle de « high school » (en), c'est-à-dire de lycée, alors que, manifestement, il ne peut s'agit que d'un établissement d'enseignement supérieur ; on peut supposer que le rédacteur germanophone pensait à « Hochschule » (de) et avait été victime d'un faux-ami. Il faudra donc traduire en conséquence, tout en restant prudent et en avertissant le client en note.
La même prudence devrait interdire d'affirmer péremptoirement qu'un texte est une traduction parce qu'il s'y trouve des traits en provenance d'une autre langue. La monumentale Histoire linguistique de l'Alsace-Lorraine de Paul Lévy est constellée de germanismes parce que l'auteur, né dans l'Alsace allemande, avait fait ses études au temps du Reichsland, mais nul n'a jamais songé à prétendre qu'il existât un original en allemand et à essayer de le reconstituer. Un tel amusement est réservé à des textes plus anciens pour lesquels il y a peu de chances que la découverte d'un manuscrit original vienne ruiner de belles constructions (comme Pagnol en a donné dans sa pièce Jazz un exemple amusant).

## Rétroversion du Nouveau Testament
Les nombreuses tournures sémitiques présentes dans le Nouveau Testament et les textes gnostiques ont conduit divers auteurs à essayer de « rétrovertir » les textes grecs vers l'hébreu ou l'araméen, par exemple Jean Carmignac ou Bernard Dubourg. Mais pour la critique universitaire, les textes originaux ont été écrits directement en grec.